# Đá Châu Viên
Đá Châu Viên (tiếng Anh: Cuarteron Reef; tiếng Filipino: Calderon; tiếng Trung: 华阳礁; bính âm: Huáyáng jiāo, Hán-Việt: Hoa Dương tiêu) là một rạn san hô thuộc cụm Trường Sa của quần đảo Trường Sa. Đá Châu Viên cùng với đá Đông, đá Tây và rạn san hô chứa đảo Trường Sa Đông hợp thành cụm đá ngầm mà các nhà hàng hải quốc tế gọi là London Reefs (cụm rạn Luân Đôn).
Đá Châu Viên là đối tượng tranh chấp giữa Việt Nam, Đài Loan, Philippines và Trung Quốc. Trung Quốc kiểm soát đá này từ năm 1988 đến nay.

## Đặc điểm
Đá Châu Viên có chiều dài tính theo trục đông-tây là 3 hải lý (5,56 km) và diện tích đạt 8 km². Trừ một số hòn đá nổi lên ở phía bắc với độ cao 1,2-1,5 m so với mặt biển thì đa phần đá Châu Viên chìm dưới nước.

## Lịch sử

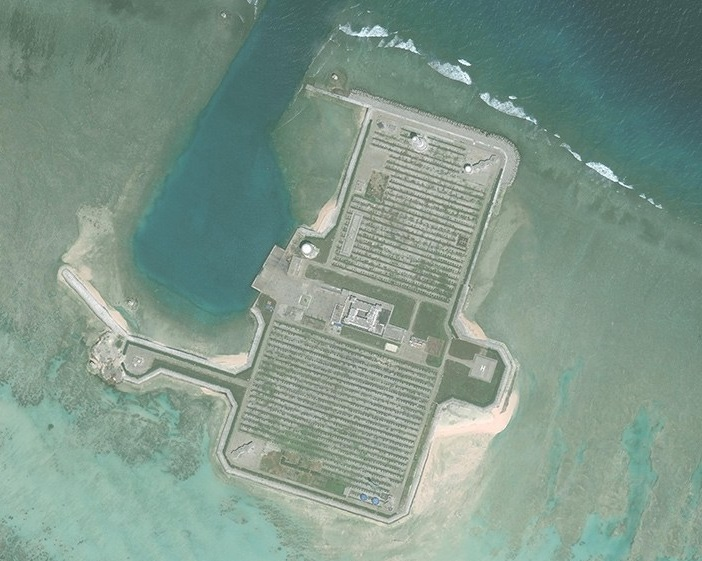
Công trình nhân tạo trên Đá Châu Viên

Ngày 18 tháng 2 năm 1988, Trung Quốc đưa quân ra chiếm đóng đá Châu Viên.
Cuối năm 2013, Trung Quốc đã đưa hàng chục tàu vận tải biển cỡ lớn và máy móc, trang thiết bị ra nạo vét, bồi đắp, mở rộng bãi đá rộng gấp nhiều lần. Cuối năm 2014, Trung Quốc tiếp tục đưa công binh, công nhân ra xây dựng hệ thống cơ sở hạ tầng, sân bay, bến cảng và đặc biệt là các công trình đảm bảo hoạt động cho hệ thống ra đa tần số cao, kiểm soát không lưu, thông tin liên lạc.
Cuối tháng 5 năm 2015, Bộ Giao thông Trung Quốc khởi công xây dựng và ngày 9 tháng 10 năm 2015 đã đưa vào sử dụng 2 ngọn hải đăng với tên gọi Huayang và Chigua trên đá Châu Viên. Ngọn hải đăng Huayang có hình trụ, cao 50 m. Ngọn Chigua có hình nón trụ với kết cấu bê tông cốt thép, phát sáng trong phạm vi 22 hải lý và chu kỳ chớp là 8 giây.
Ngày 3 tháng 5 năm 2016, tàu đổ bộ Côn Luân 998 của Hải quân Trung Quốc đã đưa đoàn Văn công Hải chính (Hải quân) hàng trăm người ra biểu diễn phục vụ binh sĩ và công nhân xây dựng Trung Quốc đang làm nhiệm vụ trên trên Đá Châu Viên.
Đến cuối năm, Trung Quốc đã cải tạo trên đá một đảo nhân tạo có diện tích lên tới 23 ha.